# Langenzersdorf
Langenzersdorf è un comune austriaco di 8 083 abitanti nel distretto di Korneuburg, in Bassa Austria; ha lo status di comune mercato (Marktgemeinde). Tra il 1938 e il 1954 è stato aggregato alla città di Vienna.